# Dzser sírja
Dzser király sírja az ókori Egyiptomban az abdzsui, ma Umm el-Kaáb nevű temető dinasztikus szektorában az első királysír. A temetőnek ezen részében az ábécé nagybetűivel jelölik a sírokat, Dzseré az U-O vagy egyszerűen O-sír. Az i. e. 3. évezred első évtizedeiben építették. A királytemetkezés egy fontos állomását képviseli, a masztaba felé mutató építészeti fejlődés egyik lépése.

## Jellemzői
A sír téglalap alakú, agyagtéglával bélelt gödör. 10,4×9,2 méter alapterületű, 2,54 méter belmagasságú. Külső méretei 18,4×17 méteresek. Stílusában részben hasonló a 0. dinasztia dupla négyzetes veremsírjaihoz, de jelentős változtatások, fejlesztések tapasztalhatók. Már csak egyetlen kamrát építettek, az viszont három oldalán fülkés kiképzésű. A központi kamra fa burkolatot kapott. A sírkamra jelentősen nagyobb, mint a korábbi uralkodóké (Narmeré kétszer 10×3 méteres). Méretében Hór-Aha hármas sírjához hasonló. A sír felépítményében a plánkonvex téglát alkalmazták, falai vastagok, masszívak. A kész sírt eredetileg valószínűleg földhalom takarhatta, tetején fából készült szentély állhatott, azonban a Dzset sírjához tartozó támfalakhoz hasonlót itt nem találtak. A neheni sírok alapján faoszlopokból és gyékényfonatból álló szentély is csatlakozhatott hozzá, de nem találták meg a nyomát. A sírt és körzetét felfedezője, Émile Amélineau teljesen feltúrta, értékelhetetlenné téve az apróbb nyomokat.
A sírkamra fabélését egy középbirodalom korú tűzvész teljesen elszenesítette. A burkolatot rögzítő huzalok és rézszögek megmaradtak.
A sírhoz azonban 334 darab másodlagos kamra is hozzátartozott, amelyeket három hosszú sorban, és ezekre merőlegesen sok rövidebb sorban rendeztek el. Ez a legnagyobb számú csatlakozó kamrarendszer, amelyet valaha is egyiptomi királynak készítettek – a sorban következő Szehemhet 132 darab kamrát építtetett a piramisához. Legnagyobb részükben – 318 darabban – udvaroncok melléktemetkezését találták, de minden sírhelyet már az ókorban kifosztottak. A teljes sírkerület ezzel 40×70 méteres komplexumot alkotott.
Ez az első királysír, amelynél sztélét találtak a tulajdonos nevével, mindjárt kettőt is. A melléktemetkezésekhez is állítottak sztélét, 76 nő és 11 férfihoz tartozó sztélét találtak (plusz két törpe sztéléje, akikről nem tudni, milyen neműek voltak). A Dzser-sztélét 1895-ben Amélineau találta, és hamarosan megtalálta a hozzá tartozó sírt is.
A sztéléállítás a későbbi korokban is szokásban maradt, de nem tudjuk, hogy a sír melyik részén állt, mivel egyet sem találtak az eredeti helyén. Dzser sztéléje is több darabra tört, amelyből csak a két legnagyobb került elő. Dzser kultusza nagyon sokáig élt. A XIII. dinasztia korában egy Ozirisz-szobrot helyeztek el benne. Az abüdoszi fesztivál keretében az O-sír környékén is rendeztek ünnepségeket. Émile Amélineaut meg is tévesztette ez a szobor, és a sírt középbirodalmi kultikus Ozirisz-sírnak gondolta. Az i. e. 6. században II. Uahibré kápolnát építtetett.
A késői korokban a feltört sírokat újabb, másodlagos temetkezésekre használták. Ebből a szakaszból származik egy múmia aranykarkötős karja, amelyet az Amélineau után újra kutató Petrie talált.

## A konstrukció
Dzser volt Pekerben az első, aki nem a kettős veremsír konstrukciót használta fel. A korábbi sírtípus négy generáción keresztül volt divat, és minden bizonnyal a núbiai A csoport temetkezésének átvétele volt. A kusztuli L temetőben egy évszázaddal korábban tűntek fel az első kettős veremsírok. Dzser szakított ezzel a hagyománnyal, és figyelembe véve, hogy Dzser feliratai rendkívül gyakran feltűnnek Núbiában, mint hódító, harcos király emlékei, a változás nem tekinthető véletlennek.
A Dzser-féle sírkonstrukció a II. dinasztia végéig fennmaradt. Jellegzetessége az egy darab főkamra, amely egyszerre a sírkamra és a fülkéivel a tárolókamrák funkcióját is betöltötte. A sírkamrát körülveszik a melléktemetkezések, amelyek egyre szorosabban simulnak a főépítményhez, majd a melléktemetkezések megszűntével tárolóhelyiségekké alakultak. A sírkerületet fal nem zárja le, mint az ugyanebben a korban épült szakkarai masztabák esetében.

## Feltárása
A Dzser-sírt Émile Amélineau francia egyiptológus fedezte fel, miután a közelben előkerült a Dzser-sztélé. A kor szokása szerint a sírban és körülötte mindent feltúrtak és megbolygattak, hogy a nagyobb méretű, a régiségkereskedelemben eladható tárgyakat megtalálják. A régiségpiacon értéktelen holmikat – kőváza-töredékeket, korabeli famaradványokat, apróbb kerámiatárgyakat – egyszerűen kihajították a szemétre (amelyből később Flinders Petrie még nagyon sok értékes maradványt szitált ki), sőt az egyébként is elszenesedett famaradványokat az esti tábortüzeknél el is égették.
Ezek a módszerek gyakorlatilag kizárták, hogy Amélineau tudományos értékű következtetéseket vonjon le, ezeket később Petrie pótolta, bár sok minden helyrehozhatatlanul tönkrement. 1896. január 1-jétől 12-éig kiszórtak a sírból minden mozdítható törmeléket, figyelmen kívül hagyva azok jelentőségét. Amélineau a legnagyobb felfedezésének az 1898. január 2-ai leletet tartotta. Ekkor a sírkamra délnyugati sarkában egy bazaltból faragott Ozirisz-szobrot találtak. A szobor a Tutanhamon sírból is ismert formájú ágyon feküdt. Ezen szobor alapján még az 1900-as évek elején is Ozirisz-sírként értekezett a feltárásról, sőt egy ideig meg volt győződve arról, hogy Ozirisz mint történelmi alak ebben, valamint a V-sírban, Haszehemui sírjában temették el testvérét, Széthet és fiát, Hórral együtt (Haszehemui szerehjén Hór és Széth egyszerre szerepel). A következtetéseit szkepticizmus fogadta. A D-fülkében talált koponyáról kiderült, hogy valószínűleg nőhöz tartozott, bár ettől még Amélineau nem állt el a feltevésétől.
Petrie már régebb óta próbált engedélyt szerezni az abüdoszi ásatásokhoz, de helyette Amélineau kapott öt évre engedélyt. Victor Loret nem volt hajlandó megváltoztatni a döntését. 1899-ben Gaston Maspero második alkalommal lett az egyiptomi Régészeti Szolgálat igazgatója, felváltva Loret-t. Petrie gyakorlatilag titokban kezdte meg a munkát. Abban az időben Amelineau visszatért Franciaországba, és amikor 1900 márciusában tudomást szerzett Petrie megkezdett ásatásairól, már késő volt. Petrie az 1899-től 1901-ig tartó két ásatási szezonban teljesen újra feltárta az Amélineau által már „vizsgált” a sírokat. Amélineau módszereire jellemző, hogy ekkor került elő egy mumifikálódott emberi kar is, amelyen még mindig rajta voltak az ékszerei is. Az ékszerek aranyból, türkizből, lapis lazuliból és ametisztből készültek.
Petrie a környéket alaposan átvizsgálva azonosította a V-sír tulajdonosát, megtalálta Meritneith sírját, amelyet Amélineau teljesen figyelmen kívül hagyott, valamint elsőként jelentette ki, hogy az Ozirisz-sír valójában az I. dinasztiabeli Dzser sírja. Amélineau ezen ásatási hírek miatt változtatta meg először az álláspontját, és ekkori publikációjában azt tételezte fel, hogy Dzser sírját később átalakították Ozirisz sírjává. Anthony Leahy állapította meg, hogy az Ozirisz-szobor ágya a XIII. dinasztia korabeli Hendzser korából származik, és a bejárathoz vezető lépcsőházat is akkor alakították ki, hogy a zarándokok könnyebben jussanak le.
Hendzser előtt kezdődött azonban a Dzser-sír kultuszhellyé válása. II. Montuhotep nevével egy sztélétöredék, egy bizonytalan, II. Amenemhathoz kapcsolt felirat szolgáltat erre a feltevésre alapot. A XIII. dinasztia feltételezett alapítója, I. Szobekhotep számára I. Noferhotep állított négy sztélét Umm el-Kaábban, amelyből az egyik fennmaradt. A második átmeneti korban érzékelhetően megnőtt a sír kultikus jelentősége. Umm el-Kaáb és a Dzser-sír népszerűsége töretlenül fennmaradt Egyiptom késő ókori története során is, csak a perzsa invázió idején szűnt meg felkapott zarándokhelynek lenni. Ennek ellenére még római korú emlékeket is feltártak.

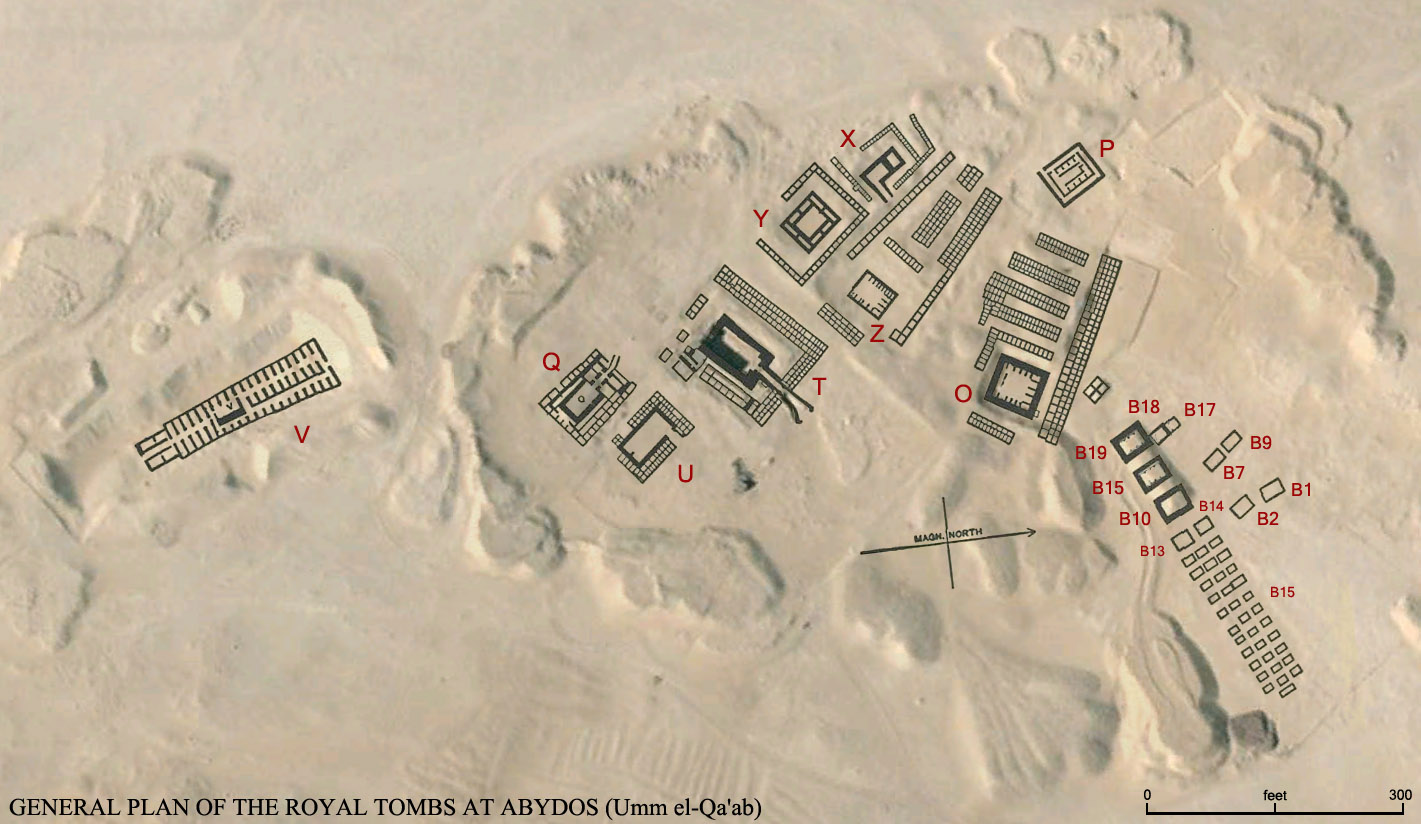
A B szektor és a dinasztikus temető műholdképe
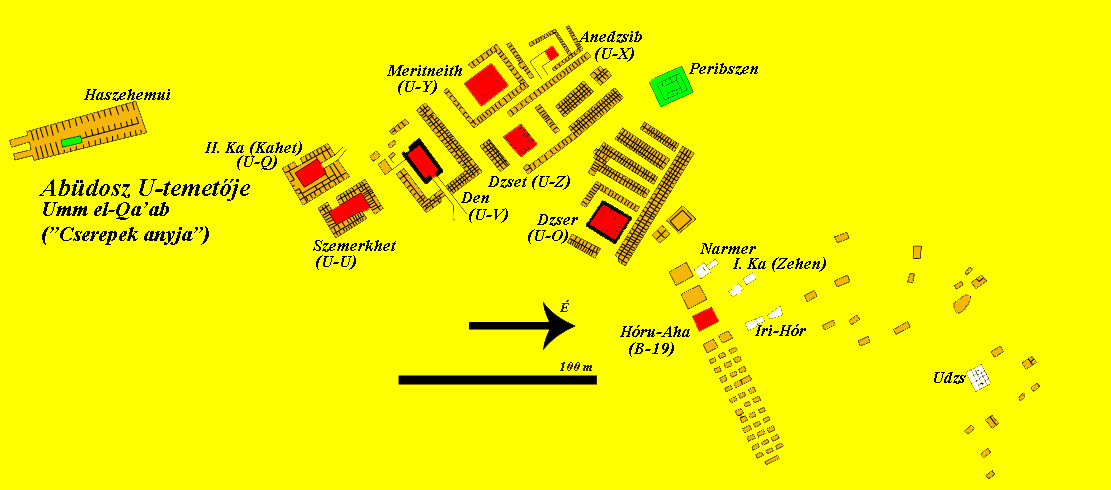
Umm el-Kaáb térképe az uralkodók neveivel
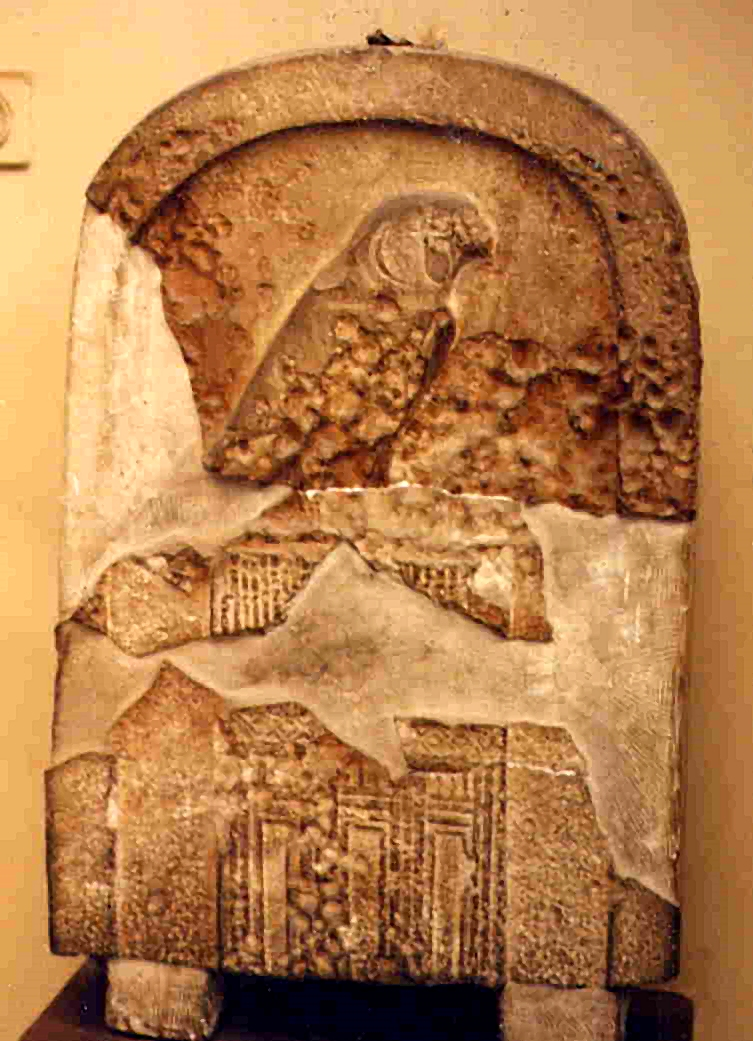
Dzser egyik sírsztéléje
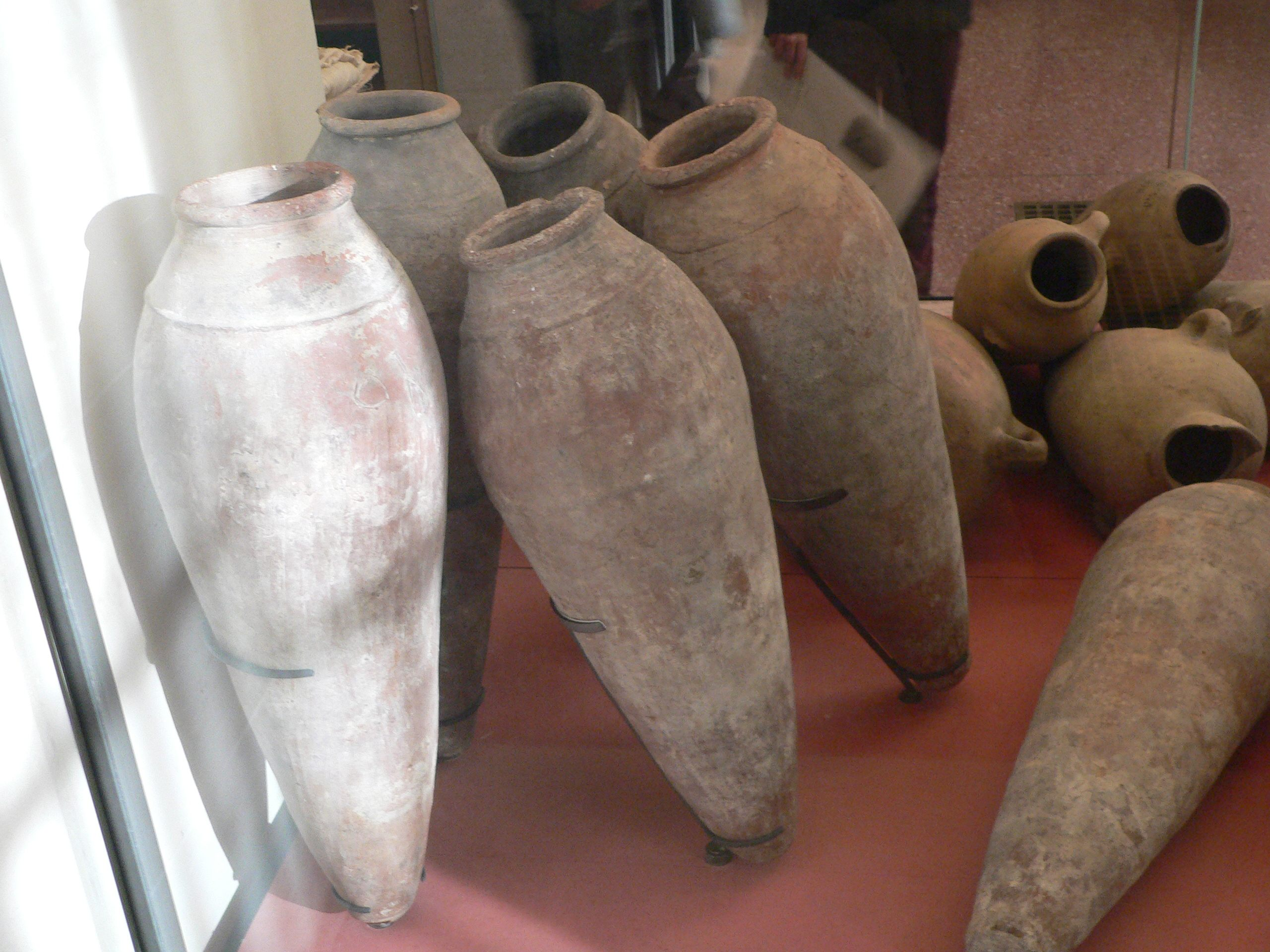
A Dzser sírjában talált tárolóedények

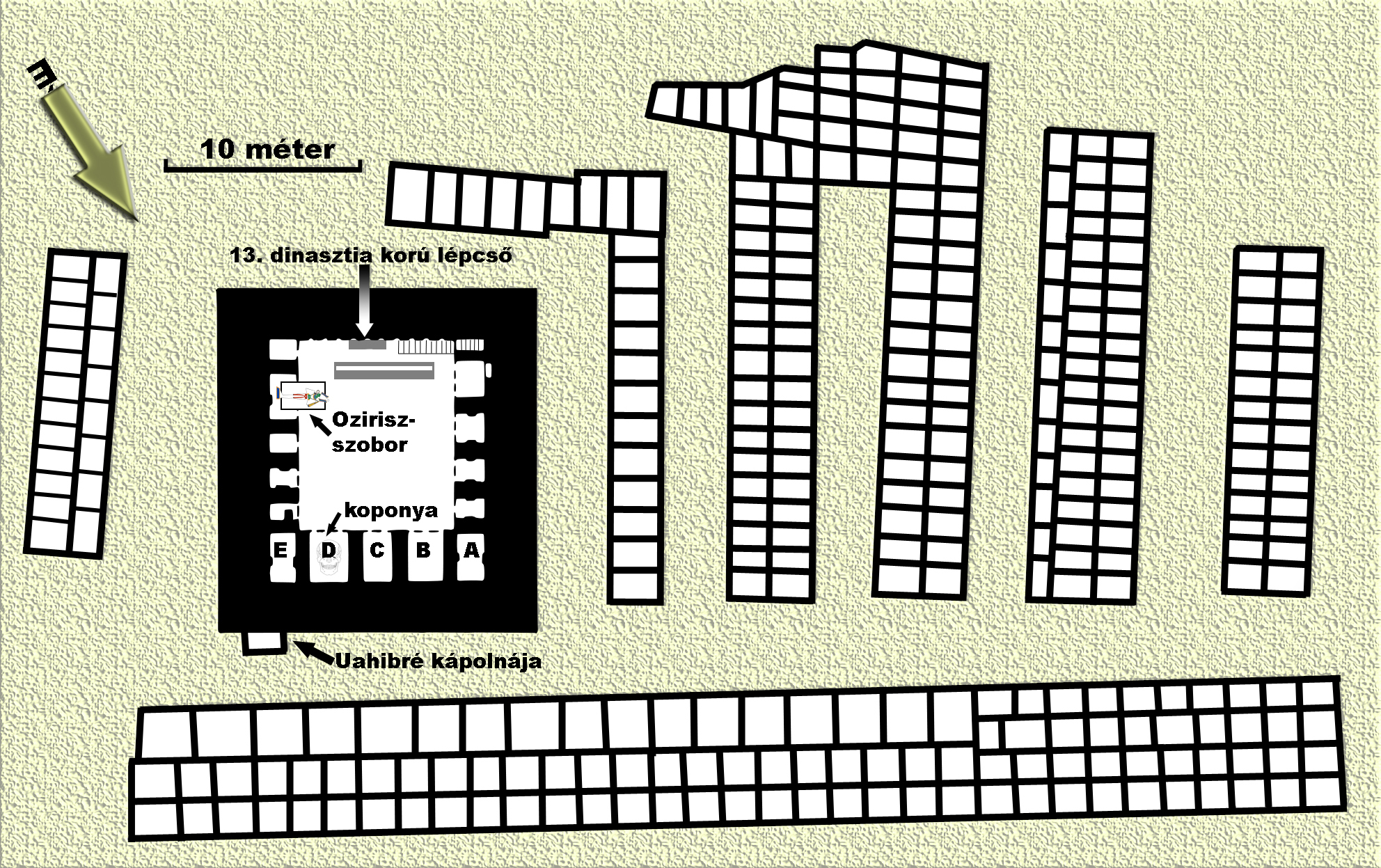
Dzser sírkerületének részletes térképe